# 布什內爾 (伊利諾伊州)
布什內爾（英語：Bushnell）是一個位於美國伊利諾伊州麥克多諾縣的城市。

## 地理
布什內爾的座標為40°33′06″N 90°30′29″W / 40.55167°N 90.50806°W，而該地的平均海拔高度為199米（即653英尺）。

## 人口
根據2010年美國人口普查的數據，布什內爾的面積為5.53平方千米，當中陸地面積為5.51平方千米，而水域面積為0.02平方千米。當地共有人口3117人，而人口密度為每平方千米563.65人。